# Überfall auf den Sender Gleiwitz

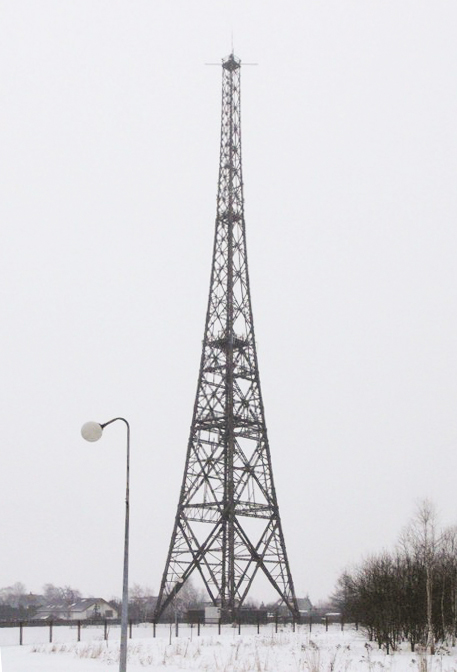
Der hölzerne Sendeturm Gleiwitz hat den Krieg unbeschadet überstanden

Der Überfall auf den Sender Gleiwitz am 31. August 1939 gehörte zu mehreren von der SS fingierten Aktionen vor Beginn des Zweiten Weltkrieges mit dem Tarnnamen Unternehmen Tannenberg. Diese Vorfälle dienten als propagandistischer Vorwand für den Überfall auf Polen, den Beginn des Zweiten Weltkrieges.

## Vorgeschichte
In einer Ansprache vor den Oberbefehlshabern der Wehrmacht äußerte Hitler am 22. August 1939:

„Die Auslösung des Konfliktes wird durch eine geeignete Propaganda erfolgen. Die Glaubwürdigkeit ist dabei gleichgültig, im Sieg liegt das Recht.“

Am 10. August 1939 hatte der Chef des Sicherheitsdienstes des Reichsführers SS (SD) Reinhard Heydrich dem SS-Sturmbannführer Alfred Naujocks befohlen, einen Anschlag auf die Radiostation bei Gleiwitz in der Nähe der polnischen Grenze vorzutäuschen und es so erscheinen zu lassen, als seien Polen die Angreifer gewesen. Laut Naujocks hatte Heydrich gesagt: „Ein tatsächlicher Beweis für polnische Übergriffe ist für die Auslandspresse und für die deutsche Propaganda nötig.“

## Durchführung des fingierten Überfalls

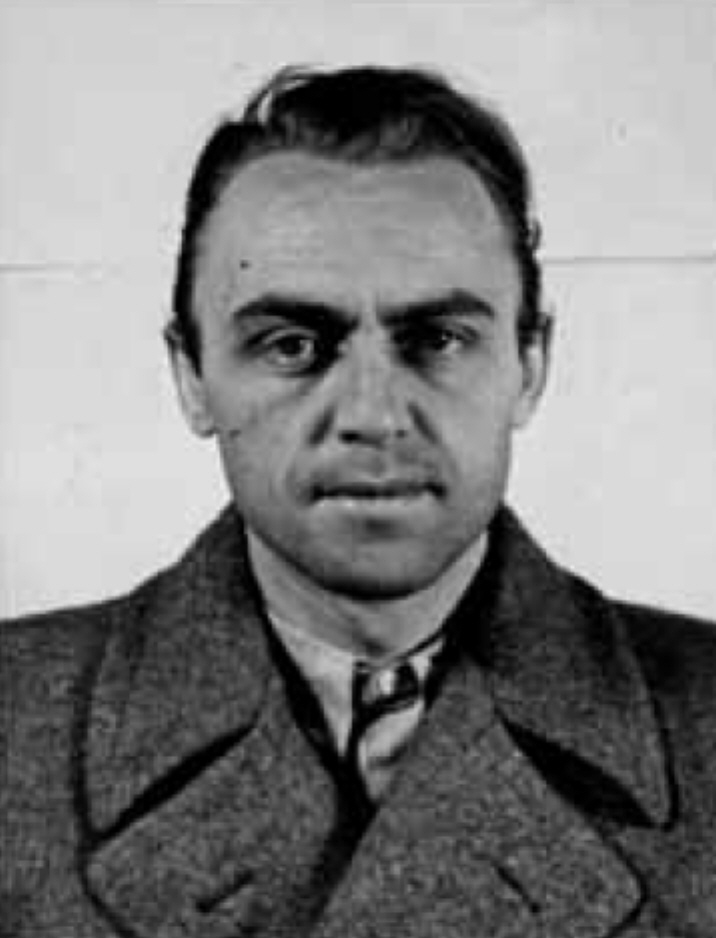
Alfred Naujocks (1944)

Naujocks befand sich seit Mitte August 1939 im Hotel Haus Oberschlesien in Gleiwitz und wartete auf seinen Einsatzbefehl. Am 31. August gegen 16 Uhr erhielt er einen Anruf aus Berlin mit dem Codewort „Großmutter gestorben“. Gegen 20 Uhr drang Naujocks dann mit fünf oder sechs SS-Leuten mit Maschinenpistolen bewaffnet in Zivil – unter falscher Flagge polnische Freischärler darstellend – in das Gebäude des Senders Gleiwitz ein. Zwei Polizisten an der Pforte waren in die Aktion eingeweiht, der Pförtner hatte seinen Posten verlassen. Im Betriebsraum des Senders überwältigten die Männer vier Personen und brachten sie gefesselt in einen Kellerraum. Der Sender Gleiwitz strahlte kein eigenes Programm aus, sondern übernahm das des Reichssenders Breslau.  Da es in der Anlage kein Studio mit dauerhaft eingerichtetem Arbeitsplatz für einen Sprecher gab, musste das SS-Kommando, in dem sich nur ein Fernmeldetechniker befand, mit einiger Mühe die Einspeisung des Programms unterbrechen und sich über ein so genanntes Gewittermikrofon, das erst gefunden werden musste, Zugriff verschaffen. Über den Sender wurde schließlich in deutscher und polnischer Sprache mit folgenden einleitenden Worten zu einem angeblichen Aufstand der polnischen Minderheit aufgerufen: „Achtung! Achtung! Hier ist Gleiwitz. Der Sender befindet sich in polnischer Hand. […] Die Stunde der Freiheit ist gekommen!“ Die Sendung dauerte knapp vier Minuten und endete mit dem Aufruf: „Hoch lebe Polen!“ Nach wenigen Minuten verschwanden Naujocks und seine Männer wieder.
Zurück blieb ein Toter: Es handelte sich um den 41-jährigen Oberschlesier Franciszek (Franz) Honiok. Seine Leiche sollte als Beweis für einen angeblichen polnischen Überfall in der Sendeanlage dienen. Der bei der Gestapo als polenfreundlich bekannte Vertreter für Landmaschinen war erst am Vortag in einem Nachbardorf verhaftet worden, da ein angeblicher Täter benötigt wurde, dem man einen Überfall und eine antideutsche Rede im Rundfunk zutraute. Honiok wurde aus der Haft im Polizeipräsidium zum Sender gebracht, nachdem ihm der SS-Arzt Horst Straßburger eine betäubende Spritze verabreicht hatte. Er wurde bewusstlos am Sendegebäude abgelegt. Ob er an dieser Spritze starb oder von Naujocks oder einer anderen anwesenden SS-Einheit ermordet wurde, ist bis heute nicht bekannt.

## Propagandistische Verwertung
Die NS-Propaganda machte von dem Überfall keinen intensiven Gebrauch. Um 22.30 Uhr berichtete erstmals der Reichsrundfunk darüber und über andere Grenzzwischenfälle. Am nächsten Tag erschien in der gesamten deutschen Presse die Meldung vom angeblichen Überfall. Der Völkische Beobachter schrieb unter der Überschrift „Der unerhörte Bandenüberfall auf den Sender Gleiwitz“, dass sich „die polnische Meute“ dazu habe „hinreißen lassen, die Reichsgrenze zu überschreiten, einen deutschen Sender zu überfallen, und die Kriegsfackel an ein Pulverfaß zu legen, dessen Existenz vor der Geschichte die Polen einmal zu verantworten haben werden.“
Hitler erwähnte Gleiwitz nicht direkt in seiner im Rundfunk übertragenen Reichstagsrede am Vormittag des 1. Septembers:

„Diese Vorgänge haben sich nun heute Nacht abermals wiederholt. Nachdem schon neulich in einer einzigen Nacht 21 Grenzzwischenfälle waren, sind es heute Nacht 14 gewesen, darunter drei ganz schwere. […] Polen hat heute Nacht zum ersten Mal auf unserem eigenen Territorium auch mit bereits regulären Soldaten geschossen. Seit 5:45 Uhr wird jetzt zurückgeschossen. Und von jetzt ab wird Bombe mit Bombe vergolten.“

Das Auswärtige Amt veröffentlichte später eine Liste von amtlichen Meldungen über mehrere Dutzend schwere Grenzzwischenfälle mit Toten an der deutsch-polnischen Grenze seit dem 25. August 1939. Von elf Einträgen bis zum Morgen des 1. September beziehen sich zwei auf Vorfälle bei Gleiwitz:

„2. Meldung des Hauptzollamts Gleiwitz. Gegen 2 Uhr erfolgte von polnischer Seite ein Feuerüberfall auf die das Zollamt Neubersteich sichernde deutsche Grenzwache. Ein Angriff der Polen auf das Zollamt wurde durch deutsches Abwehrfeuer verhindert.“

„4. Meldung des Polizeipräsidenten Gleiwitz. Gegen 20 Uhr wurde der Sender Gleiwitz durch einen Trupp polnischer Aufständischer überfallen und vorübergehend besetzt. Die Aufständischen wurden durch deutsche Grenzpolizeibeamte vertrieben. Bei der Abwehr wurde ein Aufständischer tödlich verletzt.“

Da zum Sender Gleiwitz 20 Uhr bzw. polnische Aufständische angegeben sind, kann sich die Hitler-Rede mit heute Nacht bzw. regulären Soldaten kaum auf die Meldung 4 beziehen, sondern eher auf die Meldungen 7 und 8 der Staatspolizeistelle Liegnitz, in denen jeweils der Tod von deutschen Zollbeamten polnischen Truppen zur Last gelegt wird:

„7. Meldung der Staatspolizeistelle Liegnitz. In der Nacht vom 31. August zum 1. September wurde ein deutscher Zollbeamter bei Pfalzdorf, Kreis Grünberg, etwa 75 Meter von der polnischen Grenze entfernt, durch polnische Truppen tödlich verletzt.“

„8. Meldung der Staatspolizeistelle Liegnitz. In der Nacht vom 31. August zum 1. September wurde ein deutscher Zollbeamter während der Ausübung seines Dienstes bei Röhrsdorf, Kreis Fraustadt, durch polnische Truppen erschossen, ein weiterer Zollbeamter schwer verletzt.“

Die häufig zu lesende Angabe, die beteiligten SS-Angehörigen hätten polnische Uniformen getragen, ist umstritten. Zwar hatte die SS im Vorfeld der Aktion polnische Armeeuniformen von der Abwehr besorgt, diese kamen jedoch bei einer der beiden anderen in derselben Nacht direkt an der polnischen Grenze stattfindenden Inszenierungen zum Einsatz: Neben einem weiteren fingierten Überfall am späten Abend auf ein Forsthaus im Grenzland der Kleinstadt Pitschen durch „polnische Freischärler“ wurde gegen 4 Uhr morgens ein Feuergefecht zwischen deutscher Grenzpolizei und polnischen Truppen am Zollhaus in Hochlinden bzw. „Hoflinden“ vorgetäuscht. Laut Aussage des US-amerikanischen Hilfsanklägers Major Warren F. Farr am 20. Dezember 1945 trugen die SS-Angehörigen polnische Uniformen. Dabei stützte er sich auf die Aussagen des Leiters der deutschen Sabotageabteilung des Amtes Ausland/Abwehr Erwin von Lahousen. Dieser hatte am 30. November 1945 im Nürnberger Prozess gegen die Hauptkriegsverbrecher als Zeuge ausgesagt: „Etwa Mitte August, vor Beginn des polnischen Feldzuges, wurde der Geheimdienst angewiesen, Himmler polnische Uniformen und Ausrüstungsstücke zu verschaffen. […] Admiral Canaris entdeckte später, daß die Insassen der Konzentrationslager in die Uniformen gesteckt worden waren und den angeblichen polnischen Angriff auf den Gleiwitzer Sender durchführten.“
Nicht zutreffend ist die Angabe, man habe mehrere Häftlinge aus einem Konzentrationslager in polnische Uniformen gekleidet, erschossen und dann als angeblich beim Überfall getötete polnische Soldaten auf dem Sendergelände zurückgelassen. Dies wurde zwar bei anderen, von der SS inszenierten „polnischen Übergriffen“ praktiziert, jedoch nicht in Gleiwitz.

## Aufarbeitung
Das Ereignis wurde 1961 Gegenstand des DEFA-Dokumentarspielfilms Der Fall Gleiwitz. Nach der Aufführung des Films im Hamburger Filmclub 1963 wurde gegen Naujocks Anzeige erstattet und ein Ermittlungsverfahren eröffnet. Naujocks wies die Schuld am Tode von Franz Honiok zurück. Es war schwierig, seine Mitschuld nachzuweisen, da noch andere SS-Einheiten und SD-Agenten beteiligt waren. Da Naujocks während der Ermittlungen starb, wurde das Verfahren 1966 eingestellt.

## Film
- Der Fall Gleiwitz, DDR-Spielfilm von 1960/1961
- Operacja Himmler (Unternehmen Himmler), polnischer Spielfilm von 1979